# Turbopsebius diligens
Turbopsebius diligens is een vliegensoort uit de familie van de spinvliegen (Acroceridae). De wetenschappelijke naam van de soort is voor het eerst geldig gepubliceerd in 1877 door Carl Robert Osten-Sacken.